# Geo (Gewässer)

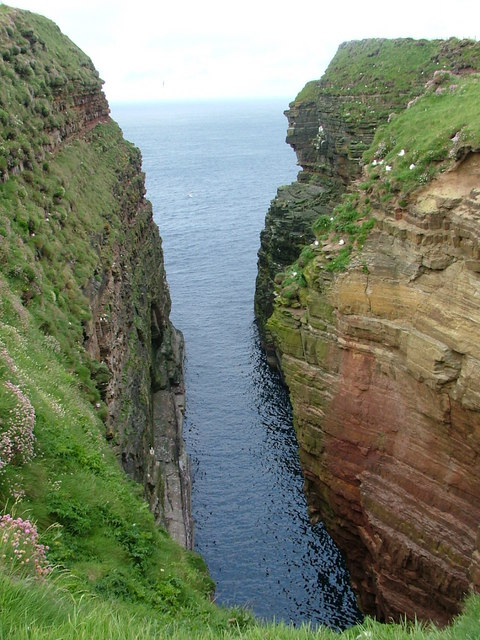
Geo of Sclaites am Duncansby Head, Caithness

Als Geo werden auf den schottischen Shetland- und Orkneyinseln durch Küstenerosion entstandene kleinere liniare Buchten bezeichnet, die entlang einer Linie struktureller Schwächen verlaufen und durch steile Klippen vom übrigen Festland abgegrenzt sind.

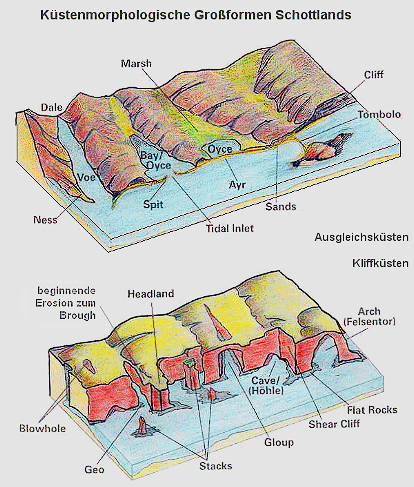
Küstenstrkturen engl.

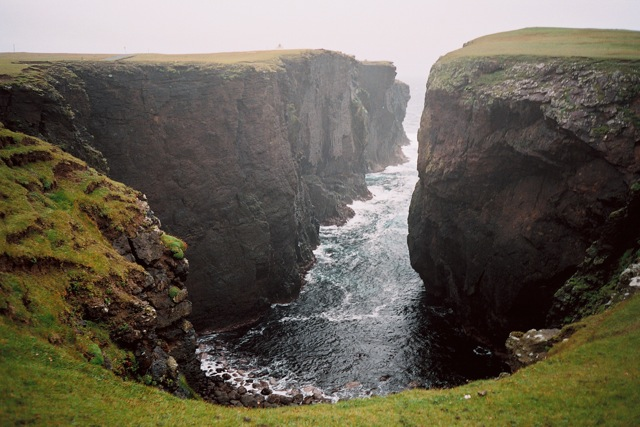
Calder’s Geo - Shetland

Geos können sich auch durch Dacheinsturz von engen Meereshöhlen bilden. Viele Geos haben einen Felsstrand an der Spitze, in der Regel mit viel Treibgut. Die eingeschränkte Breite vieler Geos spiegelt die Enge der geologischen Schwächungslinie wider, die ausgenutzt wird. Das Wort geht auf altnordisch gjá/gjó zurück und steht für eine Kluft oder ein kleines Tal. Auf beiden Inselgruppen sowie im Norden von Highland, insbesondere in Caithness, ist Geo auch als Namensbestandteil topographischer Objekte verbreitet.
Christies Hole auf Papa Stour ist ein spektakuläres Beispiel für ein Geo mit Tunneln und eingestürzten Abschnitten einer Höhle. An den exponierten Westküsten erodieren die Geos aktiv. Die jüngsten Steinschläge sind weit verbreitet, insbesondere in den inneren Teilen von Geos, was auf eine anhaltende Ausdehnung der Geoköpfe weist.